# Sweet 19 Blues
Albums de Namie Amuro
Dance Tracks Vol.1
(1995) Original Tracks Vol.1
(1996)
Singles
Sweet 19 Blues (stylisé SWEET 19 BLUES) est le deuxième album studio de l'artiste japonaise Namie Amuro. L'album sort dans quatre coffrets différents, les trois premiers coffrets étant limités à 1 000 000 d'exemplaires chacun. Ils sont mis en vente le 20 juillet 1996 dans tout le Japon et distribués deux jours plus tard dans le reste de l'Asie par Avex Trax.
L'album est principalement réalisé par le producteur japonais Tetsuya Komuro, avec l'aide de Cozy Kubo, Akio Togashi, Takahiro Maeda, M.C.A.T. et Randy Waldman, c'est son premier album solo à ce jour depuis la sortie de Super Monkey's. Sweet 19 Blues s'écarte du premier album de la chanteuse, Dance Tracks Vol.1 (1995) ayant été influencé par divers genres et styles de dance tels que l'acid house, le funk, le jazz et le RnB et Eurobeat pour n'en nommer que quelques-uns. Outre une sélection de chansons nouvellement enregistrées, l'album contient également un certain nombre d'interludes et de morceaux retravaillés, ainsi que des remix de chaque single. Au niveau des paroles, l'accent central de l'album porte sur l'adolescence, qui est vaguement dérivée du titre du disque, et discute des relations antérieures, de la famille et d'autres activités dans la vie personnelle de Namie.
l'album compte 11 chansons enregistrées, toutes comportant des voix de Namie et de divers choristes et membres de la chorale. Les singles Body Feels Exit, Don't Wanna Cry, Chase the Chance, You're My Sunshine et la chanson titre ont tous été remixés par Tetsuya, supprimant leur son original J-pop et eurobeat, au profit de compositions sophistiquées et matures.

## Arrière-plan
Au début des années 1990, Namie Amuro a commencé sa carrière musicale dans sa ville natale d'Okinawa avec le groupe d'idols Toshiba-EMI Super Monkey's, qui a déménagé à Tokyo en 1993. Bien que les singles du groupe n'aient pas connu de succès commercial, Namie a commencé à attirer l'attention des médias pour son travail d'actrice et mannequin en herbe.
En conséquence, le groupe a changé son nom en Namie Amuro with Super Monkey's. Namie a été nommée chanteuse principale du groupe, les autres membres de Super Monkey's fournissant des chants de fond et des danses de secours. Le groupe a sorti deux singles sous cette itération, dont le succès commercial Try Me ~Watashi wo Shinjite~ le 25 janvier 1995. Leurs deux derniers singles, Taiyō no Season et Stop the Music, ont été principalement facturés à Namie, avec Super Monkey's est crédité sur les couvertures arrière.
Les quatre membres de Super Monkey's se sont reformés sous le nom de MAX et ont fait leurs débuts entre deux sorties sur le label Avex Trax en mai 1995. Le premier album studio de Namie, Dance Tracks Vol.1, est sorti le 16 octobre 1995 sous Toshiba-EMI, tandis que ses débuts avec Avex Trax, Body Feels Exit, ont suivi neuf jours plus tard.
Dance Tracks Vol.1 était uniquement facturé à Namie et comprenait des versions retravaillées de chaque single de Super Monkey's. Le matériel dans sa forme originale est apparu plus tard sur le seul album de compilation du groupe Original Tracks Vol.1, crédité à Namie Amuro with Super Monkey's. Les débuts de Namie furent un succès commercial, se vendant à plus d'un million d'unités.

## Développement et production
L'album connait un succès commercial et reçoit des critiques positives grâce à leurs critiques musicales. Namie reçoit de nombreux prix et distinctions, dont le prestigieux prix du meilleur album aux Japan Record Awards. Commercialement, l'album est un succès au Japon, faisant ses débuts au sommet du classement des albums Oricon, et se vend à 1 921 850 exemplaires dès la première semaine après sortie. Atteignant les ventes les plus élevées de la première semaine pour une artiste féminine solo, l'album était autrefois l'album studio le plus vendu de l'histoire de la musique japonaise, jusqu'à ce qu'il soit dépassé par les futurs titres d'autres artistes.

## Liste des titres
| 1.  | Watch your step!! (bruitages)                                 |                                            | 0:04 |
| 2.  | motion (instrumental)                                         | Tetsuya Komuro                             | 0:50 |
| 3.  | Let's Do the Motion                                           | Tetsuya Komuro, Takahiro Maeda / T. Komuro | 4:07 |
| 4.  | Private                                                       | Tetsuya Komuro, Takahiro Maeda / T. Komuro | 5:36 |
| 5.  | Interlude ~ Ocean way (instrumental)                          | Tetsuya Komuro                             | 1:05 |
| 6.  | Don't Wanna Cry (Eighteen's Summer Mix) (Don't wanna cry ...) | Tetsuya Komuro, Takahiro Maeda / T. Komuro | 5:40 |
| 7.  | Rainy Dance                                                   | Takahiro Maeda / Cozy Kubo                 | 3:32 |
| 8.  | Chase the Chance (CC Mix)                                     | Tetsuya Komuro, Takahiro Maeda / T. Komuro | 3:42 |
| 9.  | Interlude ~ Joy (instrumental)                                | m.c.A・T / Akio Togashi                    | 1:19 |
| 10. | I'll Jump                                                     | Tetsuya Komuro / Tetsuya Komuro            | 5:19 |
| 11. | Interlude: Scratch Voices (bruitages)                         |                                            | 0:04 |
| 12. | I Was a Fool (i was a fool)                                   | Tetsuya Komuro, Takahiro Maeda / T. Komuro | 4:36 |
| 13. | Present (present ; du single Don't Wanna Cry)                 | Takahiro Maeda / Cozy Kubo                 | 4:35 |
| 14. | Interlude: Don't wanna cry Symphonic Style (instrumental)     | Tetsuya Komuro (cordes : Randy Waldman)    | 1:23 |
| 15. | You're My Sunshine (Hollywood Mix) (You're my sunshine ...)   | Tetsuya Komuro / Tetsuya Komuro            | 5:42 |
| 16. | Body Feels Exit (Latin House Mix)                             | Tetsuya Komuro / Tetsuya Komuro            | 8:51 |
| 17. | '77~ (instrumental)                                           | Cozy Kubo (cordes : Randy Waldman)         | 1:45 |
| 18. | Sweet 19 Blues                                                | Tetsuya Komuro / Komuro (cordes : Waldman) | 5:38 |
| 19. | ...soon nineteen (instrumental)                               | Tetsuya Komuro                             | 1:52 |

## Production
- Producteur - Tetsuya Komuro, Cozy Kubo
- Mixe - Keith « KC » Cohen
- Direction Vocal - Akihiko Shimizu
- Photographie - Itaru Hirama
- Direction Artistique - Ton Graphics

## Utilisation des titres
- Let's Do the Motion a été utilisé pour promouvoir l'album.
- Private est le thème d'une campagne publicitaire pour les voitures Nissan.
- Body Feels Exit a été utilisé dans une publicité pour Taito X-55 TV.
- Chase the Chance est le thème du drama The Chief.
- Don't Wanna Cry a été utilisé dans une publicité pour la boisson DyDo Mistio Soft
- I'll Jump a été utilisé dans une publicité pour une marque de vêtements.
- You're my sunshine est le thème de trois publicités pour des produits Sea Breeze: shampooing, déodorant et crème solaire.
- Joy est utilisé dans une publicité pour la marque Maxell UD2.
- Sweet 19 Blues est le thème du film That's Cunning!: Shijousaidai no Sakusen dont Namie Amuro est la vedette.